# Рэдфорд, Артур Уильям
Артур Уильям Рэдфорд (англ. Arthur William Radford; 27 февраля 1896, Чикаго, Иллинойс, США — 17 августа 1973, Бетесда, Мэриленд, США) — американский военный деятель, адмирал Военно-морского флота США. Вице-начальник военно-морских операций (1948—1949), главнокомандующий Тихоокеанским флотом США (1949—1953), председатель Объединённого комитета начальников штабов (1953—1957).

## Биография

### Молодые годы
Артур Уильям Рэдфорд родился 27 февраля 1896 года в Чикаго, штат Иллинойс. Он был из семьи канадского электротехника Джона Артура Рэдфорда (1873—1952) и его жены Агнес Элизы, урожденной Найт (1873—1960). Артур стал старшим из четырёх детей в семье. Когда ему было шесть лет, семья Рэдфордов переехала в западный пригород Чикаго — Риверсайд. Там Джон Рэдфорд получил должность управляющего инженера компании «Commonwealth Edison» и работал на генераторной станции на Фиск-стрит, где управлял первыми паровыми турбинами в Соединённых Штатах.
В детстве Артура описывали как смышлёного и энергичного мальчика. Он поступил в государственную среднюю школу Риверсайда, где учился на «отлично», но был довольно скромным учеником. В школьные годы Артур заинтересовался флотом — так, в четвёртом классе он рисовал подробные схемы крейсера «USS Maine» в поперечном сечении. Летом 1910 года семья Рэдфордов переехала в Гриннелл, штат Айова, где Артур поступил в местную среднюю школу, в которой проучился лишь полтора года.

### Военная карьера

#### Начало

##### Образование и Первая мировая война

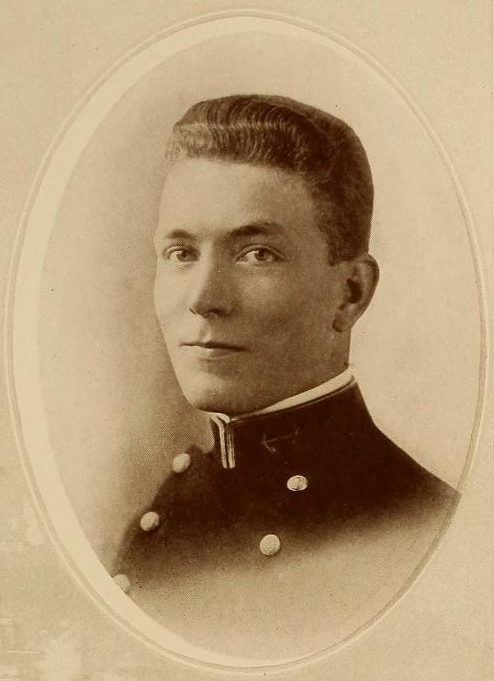
Выпускник Академии, 1916 год

Ещё в школе Артур Рэдфорд принял решение избрать военную карьеру и поступить в Военно-морскую академию США, и по рекомендации конгрессмена от своего 6-го округа Айовы был принят в подготовительную школу в Аннаполисе, штат Мэриленд, где проучился следующие несколько месяцев. 5 июля 1912 года в возрасте 16 лет он был зачислен в академию в звании мидшипмена 3-го класса. В первый год Рэдфорд учился довольно средне, но в дальнейшем показал себя хорошим учеником. Известный среди своих товарищей как «Рэдди», в академическом ежегоднике он был описан как «наш розовощёкий Аполлон». Рэдфорд входил в команду академии по лёгкой атлетике и футболу, служил в 12-роте 4-го батальона, принял участие в летних круизах по Европе 1913 и 1914 годов, а также проходе через Панамский канал до Сан-Франциско в 1916 году. Заняв 59-е из 177 мест по успеваемости в своём классе, 3 июня 1916 года Рэдфорд окончил академию, возведён в звание энсина и зачислен в Военно-морской флот США под номером 9643.
В самый разгар Первой мировой войны первым местом службы в июне 1916 года для Рэдфорда стал линкор «USS South Carolina», на котором он прослужил два с половиной года. 1 июля 1917 года Рэдфорд был временно повышен в звании до лейтенанта младшей ступени, а 1 января 1918 года — временно до лейтенанта. В то время он принял участие в круизе по Восточному побережью, а в сентябре 1918 года — одном трансатлантическом конвое. После подписания перемирия Рэдфорд переведён на службу в штаб и в декабре того же года назначен адъютантом командира 1-й дивизии 1-х сил линкоров Атлантического флота. 3 июня 1919 года он получил постоянное звание лейтенанта младшей ступени. В июле того же года Рэдфорд был назначен адъютантом и флаг-адъютантом командира 1-й дивизии Тихоокеанского флота. В октябре он был переведён в Тихий океан, где служил на тех же должностях до апреля 1920 года.

##### Военно-морской авиатор
В апреле 1920 года Рэдфорд отправлен на лётную подготовку на станции военно-морской авиации в Пенсаколе, штат Флорида. 1 июля он получил постоянное звание лейтенанта. 18 ноября того же года Рэдфорд стал обладателем знака военно-морского авиатора под номером 2896, реализовав таким образом свою, ещё детскую, мечту. Интерес к авиации появился у Рэдфорда ещё во время посещения тематических павильонов Всемирной выставки 1914 года в Сан-Франциско, которая, по его словам, «повлияла на мою решимость самому стать авиатором».
До октября 1921 года Рэдфорд служил на станции в Пенсаколе. Затем он был переведён в Вашингтон, округ Колумбия, где поступил в авиационный дивизион при недавно созданном Бюро аэронавтики при военно-морском министерстве, в связи с чем активно ездил в командировки по Соединённым Штатам. Во время службы под началом контр-адмирала Уильяма Моффета, работавшего на повышением поддержки военно-морской авиации и общавшегося с политиками и чиновниками различного уровня, Рэдфорд, несмотря на протесты против таких встреч, развил в себе политическую сноровку, которая пригодилась ему в дальнейшей службе. В ноябре 1923 года он стал исполнительным офицером 2-й наблюдательной эскадрильи Линейного флота на станции военно-морской авиации в Сан-Диего, штат Калифорния. В то время он наконец получил возможность служить на море, в частности на борту авианосцев «USS Aroostook» и «USS Langley». В апреле 1925 года Рэдфорд стал командиром авиационного отряда в составе 1-й наблюдательной эскадрильи на борту линкора «USS Colorado», а затем — «USS Pennsylvania». 17 февраля 1927 года он был повышен в звании до лейтенант-коммандера. В июле 1927 года Рэдфорд поступил офицером-инструктором в департамент по операциям на станции в Сан-Диего. В апреле 1929 года он был переведён в авиационную эскадрилью Линейного флота и параллельно назначен вторым командиром Аляскинского отряда аэросъёмки, где на самолётах-амфибиях «OL—8A» с авианосца «USS Gannet» лично занимался изыскиванием лесных и минеральных ресурсов Юго-Восточной Аляски по заданию министерств внутренних дел и сельского хозяйства, лесной и геологической службы США.
В ноябре 1929 года Рэдфорд стал офицером полётной палубы на авианосце «USS Saratoga». В июле 1930 года он был назначен командиром 1-й истребительной эскадрильи, базировавшейся на том же корабле, а в мае 1931 года стал адъютантом и флаг-секретарём в штабе командующего авиационными силами Линейного флота контр-адмирала Гарри Ярнелла, ответственного за разработку новой флотской доктрины и собравщего вокруг себя самых способных авиаторов во всём Военно-морском флоте США, в числе которых в том числе были Форрест Шерман и Джон Тауэрс. В июне 1932 года Рэдфорд вновь был переведён в Бюро аэронавтики в Вашингтоне и снова поступил в авиационный дивизион, где прослужил три следующих года. В отличие от других подающих надежды офицеров, он не посещал Военно-морской колледж, однако занимался самообразованием и много читал по темам международных отношений, в связи с чем зарекомендовал себя исполнительным офицером, откровенно высказывающим свое мнение своему начальству, в том числе капитану Эрнесту Кингу, известному своим грубым отношениям к подчинённым. В августе 1935 года Рэдфорд стал штурманом на авианосце «USS Wright». В июне 1936 года он был назначен офицером по тактике и операциям в штабе командующего авиационными силами Линейного флота вице-адмирала Фредерика Хорна на флагманском корабле «USS Saratoga». 1 июля того же года Рэдфорд был повышен в звании до коммандера. В июне 1937 года он был назначен командиром станции военно-морской авиации в Сиэтле, штат Вашингтон.

##### Брак и продолжение службы
22 апреля 1939 года в Ванкуверских казармах в Вашингтоне Артур Рэдфорд женился на Мириам Джаннетт Макмайкл (1895—1997), дочери Джорджа и Кейт Анастасии Хэм из Портленда, штат Орегон. Ранее она была уже дважды замужем. Первый муж — Альберт Кресси Мэйс (1891—1943). У них был сын Роберт Клод Мэйс (1918—1945), дослужившийся до майора Корпуса морской пехоты и погибший в бою на Тихоокеанском фронте Второй мировой войны. Второй муж — Эрл Уинфилд Спенсер-младший (1888—1950). Детей у четы Рэфордов не было.
В мае 1940 года Рэдфорд стал исполнительным офицером на борту авианосца «USS Yorktown», где прослужил весь следующий год. После этого на короткий период он был переведён на службу в управление начальника военно-морских операций при военно-морском министерстве в Вашингтоне. В июне 1941 года Рэдфорд был назначен командиром только что учреждённых станции военно-морской авиации и военно-морской оперативной базы в составе 10-го военно-морского округа на острове Тринидад, Британская Вест-Индия. Он протестовал против этого решения, опасаясь того, что проведёт там следующие три года, в стороне от надвигающейся войны. В итоге, к счастью для Рэдфорда, он пробыл там всего три месяца по причине начавшейся реорганизации Бюро аэронавтики.
К середине 1941 года, по причине большого расширения программы подготовки военно-морских авиаторов, в эскадрильях уже не могли заниматься обучением новобранцев. Кроме того, огромная разница в лётных характеристиках между учебными и боевыми самолетами означала, что пилотам требовалось бы больше времени для освоения последних. В таких условиях, Рэдфорд был принят ассистентом министра Военно-морского флота по авиации Артемусом Гейтсом, который остался под впечатлением от его рвения и решимости. Гейтс убедил контр-адмирала Джона Тауэрса, начальника Бюро аэронавтики, перевести Рэдфорда в подразделение по подготовке кадров, сформированное в ноябре 1941 года и нуждавшееся в руководстве «офицером с большим опытом подготовки кадров военно-морской авиации».

#### Вторая мировая война

##### Учебная работа
1 декабря 1941 года, за семь дней до неожиданного японского нападения на Пёрл-Харбор, Рэдфорд был назначен командиром дивизиона авиационной подготовки при Бюро аэронавтики в Вашингтоне, округ Колумбия. Также он стал начальником авиационного обучения одновременно в управлении начальника военно-морских операций и в Бюро навигации, которое в мае будущего года было реорганизовано и переименовано в Бюро военно-морских кадров. Такое двойное назначение привело к появлению централизованной координации подготовки всех военно-морских авиаторов, в связи с чем Рэдфорд отмечал, что мог сам себе написать письмо, сам себе подготовить ответ и самому же его и подписать. Помимо этого он стал членом штаба авиационного планирования при управлении гражданской обороны. Тогда ещё начинающий офицер, ростом в 6 футов 1 дюйм и весом в 170 фунтов, Рэдфорд обладал острым интеллектом, следовал прямолинейному, но не резкому стилю принятия решений, и всегда держал наготове улыбку, смягчавшую его по-деловому серьёзный подход к своей работе. После объявления войны дивизион Рэдфорда сразу же перешёл на буквально семидневную рабочую неделю, каждодневную работу от рассвета до темноты, для того, чтобы как можно быстрее создать всю необходимую для обучения инфраструктуру, несмотря, как казалось тогда, на практически неизбывный массив нуждавшихся в исполнении задач. В течение нескольких месяцев эта круглосуточная работа занимала все время Рэдфорда, и позже он отметил, что хождение из дома на работу и обратно было единственной формой физических упражнений того времени. Распологая должной проницательностью и умением принимать на себя ответственность, Рэдфорд снискал восхищение своих подчинённых, стоя на позиции увеличения числа авиаторов в Военно-морском флоте для удовлетворения надобностей военного времени.
2 января 1942 года Рэдфорд был повышен в звании до капитана. На протяжении всего этого года он разрабатывал и совершенствовал административную инфраструктуру для улучшения лётной подготовки. Рэдфорд обеспечил контроль за массовым ростом составов учебных подразделений, создав отдельные административные отделы, школы физической культуры, учебные отряды, секции для обучения авиаторов полётам, эксплуатации воздушных судов, радиооборудования и орудий, в которых также были организованы курсы по техническому инструктажу и написанию учебной литературы. Рэдфордом были учреждены четыре полевых командования для подготовки пилотов. Командованию начальной подготовкой были подчинены все предполетные школы и авиабазы военного-морского резерва в Соединённых Штатах. Командование промежуточной подготовкой управляло станциями военно-морской авиации в Пенсаколе и Корпус-Кристи, где проводилась лётная подготовка. Командование оперативной подготовкой отвечало за всё обучение пилотов между лётной подготовкой и их первыми полетами. И, наконец, Командование воздушно-технической подготовкой готовило призывников для работы в авиации, в таких областях как, например, техническое обслуживание, инженерное дело, аэрография и парашютные операции. При всём этом, он стремился внедрить свой собственный действенный стиль руководства в организационное устройство этих учреждений. Коллеги Рэдфорда похвально отзывались о его прогрессивном и инновационном мышлении, сыгравшим большую роль в создании наиболее эффективных и действенных учебных программ.
Вместе с заместителем министра Военно-морского флота Джеймсом Форрестолом, бывшим боксёром, Рэдфорд предложил внедрить в систему обучения программу спортивной подготовки, для разработки которой пригласил на службу в дивизион военно-морского авиатора Тома Хэмилтона, являющегося также звездой американского футбола. Работая над созданием новой спортивной программы для курсантов под названием «V-5», Хэмилтон набрал в свою команду первоклассных специалистов в области физического воспитания, в том числе спортивных директоров из университетов Огайо, Пенсильвании, Мичигана, Вашингтона, Миннесоты, Алабамского политехинститута, Гарварда и Принстона. По плану Хэмилтона, объявленному в декабре 1941 года, пять предполётных школ были открыты в университете Джорджии, Северной Каролины, Айовы, Сент-Мэрис-колледже и отеле Дель-Монте в Калифорнии, причём он настаивал, что все обучающиеся там курсанты должны уметь играть в тот или иной вид футбола для развития силы, мастерства, выносливости и воли к победе, чтобы овладеть самыми быстрыми боевыми самолётами. За 26 недель подготовки курсантов, помимо каждодневных занятий бегом, плаванием, гимнастикой, рукопашным боем, обучали математике, физике, астрономической навигации, аэрологии, основам военно-морской службы, а к реальным полётам они приступали только по окончании обучения и поступлении в школу в Пенсаколе. Результатом усилий Хэмилтона было создание первоклассной системы военно-морской физподготовки, благодаря которой на службу поступили авиаторы с превосходными физическими и моральными качествами, число которых к июню 1946 года, то есть к моменту ликвидации программы, достигло порядка 80 тысяч человек.
Рэдфорд был убеждён, что Военно-морской флот США выиграет от привлечения женщин к программе подготовки авиаторов, для чего предложил задействовать их потенциал на выполнении сложных, но монотонных задач, таких как работа с авиационными тренажёрами. После отказа Бюро навигации, он убедил конгрессмена Карла Винсона, председателя комитета Палаты представителей по военно-морским делам, помочь с продвижением данной идеи. Их усилия в конечном итоге привели к учреждению подразделения «Женщины, принятые на чрезвычайную добровольческую службу», членами которого стало более 23 тысяч женщин, оказавших большую помощь в подготовке в военно-морских авиаторов. Рэдфорд также стремился наилучшим образом использовать активы предпринимателей и специалистов, вызвавшихся добровольцами на военную службу, учредив школы авиационного инструктажа и боевой авиаразведки на станции военно-морской авиации Куонсет-Пойнт, что дало возможность этим профессионалам-новобранцам стать офицерами и применить свой опыт на военно-морской службе.

### В отставке
Артур Уильям Рэдфорд скончался 17 августа 1973 года от рака в возрасте 77 лет в Национальном военно-медицинском центре в Бетесде, штат Мэриленд. Похоронен с полными воинскими почестями в 30-й секции Арлингтонского национального кладбища. Вдова Рэдфорда Мириам скончалась 30 марта 1997 года от хронической сердечной недостаточности в возрасте 102 лет в своём доме в Вашингтоне. Она была похоронена рядом с мужем.

## Награды
| |                                                                                       |                                                         |
| Золотая звезда повторного награждения · Золотая звезда повторного награждения · Золотая звезда повторного награждения | Золотая звезда повторного награждения                                                 | Бронзовая звезда за службу · Бронзовая звезда за службу |
| | Бронзовая звезда за службу                                                            | Бронзовая звезда за службу                              |
| | Бронзовая звезда за службу · Серебряная звезда за службу · Бронзовая звезда за службу |                                                         |
| |                                                                                       |                                                         |
| |                                                                                       | Бронзовая звезда за службу                              |
| |                                                                                       |                                                         |
| |                                                                                       |                                                         |
| |                                                                                       |                                                         |

Сверху вниз, слева направо:
- Первый ряд: Знак военно-морского авиатора[англ.];
- Второй ряд: Медаль «За выдающуюся службу» с тремя золотыми звёздами повторного награждения, орден «Легион почёта» с одной золотой звездой повторного награждения, благодарность соединению Военно-морского флота от президента США с двумя бронзовыми звёздами за службу;
- Третий ряд: Благодарность подразделению Военно-морского флота, медаль Победы в Первой мировой войне с одной бронзовой звездой за службу и пряжкой[англ.] «АТЛАНТИЧЕСКИЙ ФЛОТ», медаль «За службу Американской обороне» с одной бронзовой звездой за службу и пряжкой «ФЛОТ»;
- Четвёртый ряд: Медаль «За Американскую кампанию», медаль «За Азиатско-тихоокеанскую кампанию» с одной серебряной и двумя боевыми звёздами, медаль Победы во Второй мировой войне;
- Пятый ряд: Медаль «За службу в оккупационном флоте», медаль «За службу национальной обороне», медаль «За службу в Корее»;
- Шестой ряд: Орден Военных заслуг (Гватемала), орден Бани степени компаньона (Великобритания), медаль «За освобождение Филиппин» с одной бронзовой звездой за службу (Филиппины).
- Седьмой ряд: Орден Военно-морских заслуг степени кавалера Большого креста в белой эмали (Перу), орден Военно-морских заслуг степени кавалера Большого креста (Бразилия), орден Военно-морских заслуг степени кавалера Большого креста в белой эмали (Испания)[69][70];
- Восьмой ряд: орден Звезды Абдона Кальдерона[англ.] 1-го класса (Эквадор)[69][70], орден «За заслуги перед Итальянской Республикой» степени кавалера Большого креста (Италия)[71], орден Бояки степени кавалера Большого креста (Колумбия)[69][70];
- Девятый ряд: Орден Алауитского трона степени Великого офицера (Марокко), орден Белого слона 1-го класса (Таиланд), орден Менелика степени кавалера Большого креста (Эфиопия)[69][70].

## Звания
| Знаки | Звание                    | Дата            |
| ----- | ------------------------- | --------------- |
|       | Мидшипмен 3-го класса     | 5 июля 1912     |
|       | Энсин                     | 3 июня 1916     |
|       | Лейтенант младшей ступени | 3 июня 1919     |
|       | Лейтенант                 | 1 июля 1920     |
|       | Лейтенант-коммандер       | 17 февраля 1927 |
|       | Коммандер                 | 1 июля 1936     |
|       | Капитан                   | 1 января 1942   |
|       | Контр-адмирал             | 7 августа 1947  |
|       | Адмирал                   | 7 апреля 1949   |

## Память
В 1957 году в честь Рэдфорда была названа средняя школа в Гонолулу (остров Оаху, штат Гавайи), недалеко от Пёрл-Харбора. В 1972 году его имя было присвоено аэродрому на станции военно-морской авиации Куби-Пойнт, Филиппины. В 1975 году в честь Рэдфорда был назван эскадренный миноносец «USS Arthur W. Radford» типа «Spruance», крёстной матерью которого при спуске на воду стала его вдова (в 2003 году был списан, а в 2011 году затоплен у Кейп-Мея, штат Нью-Джерси, став самым крупным искусственным рифом в Атлантическом океане у Восточного побережья). В 1983 году его имя было внесено в Зал славы военно-морской авиации Музея военно-морской авиации в Пенсаколе. Фондом Музея военно-морской авиации была учреждена Премия Артура У. Рэдфорда за выдающиеся достижения в истории и литературе военно-морской авиации.